# Леспито
Леспито́ (фр. Lespiteau, окс. Eth Espitau) — коммуна во Франции, находится в регионе Юг — Пиренеи. Департамент — Верхняя Гаронна. Входит в состав кантона Сен-Годенс. Округ коммуны — Сен-Годенс.
Код INSEE коммуны — 31294.

## География
Коммуна расположена приблизительно в 660 км к югу от Парижа, в 85 км к юго-западу от Тулузы.
По территории коммуны протекают реки Жер и Жоб.

## Климат
Климат умеренно-океанический. Зима мягкая и снежная, весна характеризуется сильными дождями и грозами, лето сухое и жаркое, осень солнечная. Преобладают сильные юго-восточные и северо-западные ветры.

## Население
Население коммуны на 2010 год составляло 75 человек.
| 1962 | 1968 | 1975 | 1982 | 1990 | 1999 | 2010 |
| ---- | ---- | ---- | ---- | ---- | ---- | ---- |
| 68   | 66   | 69   | 62   | 68   | 68   | 75   |

## Администрация
| Период | Период | Фамилия         | Партия | Примечания |
| ------ | ------ | --------------- | ------ | ---------- |
| 2001   | 2014   | Альбер Бодуэн   |        |            |
| 2014   | 2020   | Мишель Обердьяк |        |            |

## Экономика
В 2010 году среди 49 человек трудоспособного возраста (15—64 лет) 35 были экономически активными, 14 — неактивными (показатель активности — 71,4 %, в 1999 году было 65,8 %). Из 35 активных жителей работали 34 человека (20 мужчин и 14 женщин), безработной была 1 женщина. Среди 14 неактивных 5 человек были учениками или студентами, 5 — пенсионерами, 4 были неактивными по другим причинам.

## Достопримечательности
- Церковь Св. Роха

## Фотогалерея

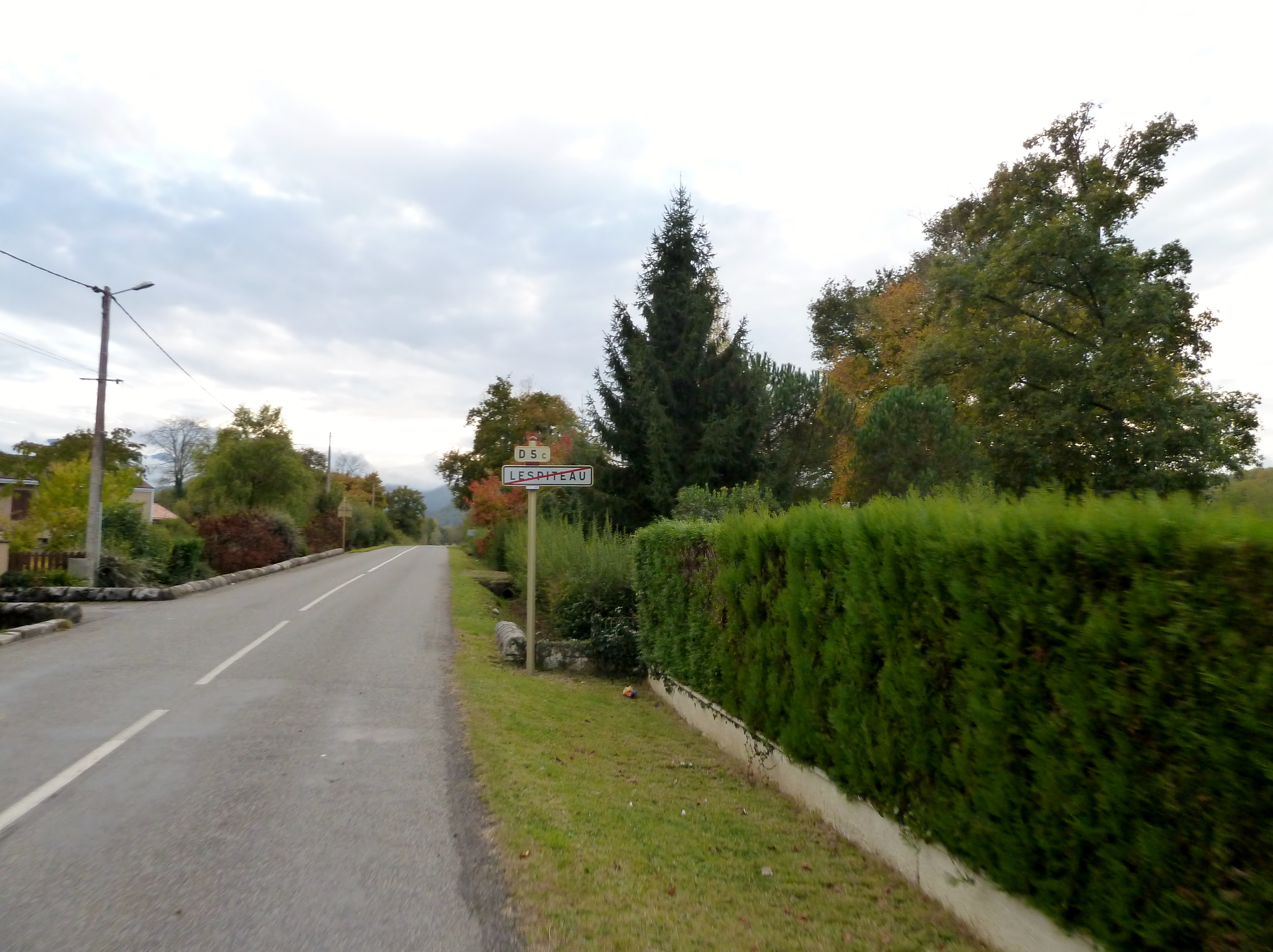
Выезд из Леспито
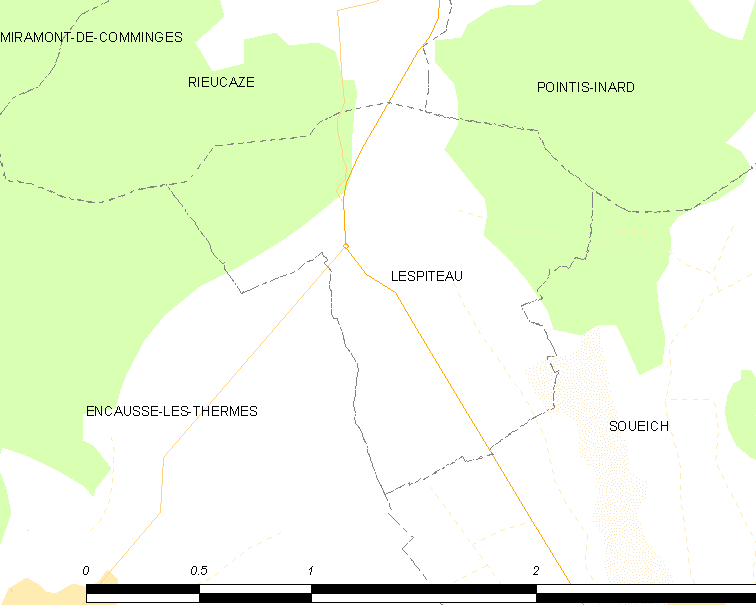
Карта коммуны